# Raúl Juliá
Raúl Rafael Carlos Juliá y Arcelay (San Juan, Puerto Rico, 9 de marzo de 1940-Manhasset, Nueva York, 24 de octubre de 1994) fue un actor puertorriqueño. Realizó trabajos en el teatro, cine y televisión tanto en papeles dramáticos y cómicos como en musicales. Alcanzó fama internacional al interpretar a Gomez en la saga de películas La familia Addams en la década de 1990.

## Biografía
Raúl Rafael Juliá y Arcelay nació en la urbanización Floral Park de San Juan (Puerto Rico) el 9 de marzo de 1940. Fue el mayor de cuatro hermanos; su hermano Carlos Rafael murió en un accidente de tráfico en 1960. Su madre era una mezzosoprano que abandonó una potencial carrera como cantante cuando se casó con el padre de Raúl. Algunos de sus familiares por parte de padre eran músicos a tiempo parcial.
El padre de Raúl, a mitad de la década de los 50, abrió un restaurante en San Juan al que llamó “La cueva del Chicken Inn”. El restaurante fue fundado en la casa donde Raúl y su hermano Rafael nacieron, así que los hijos del matrimonio Juliá crecieron en el negocio familiar. En la actualidad el restaurante sigue perteneciendo a la familia Juliá. Durante su juventud, el éxito en los negocios de su padre aseguró a Raúl y al resto de sus hermanos una educación excelente.
Raúl cursó estudios elementales en el Colegio Espíritu Santo de Hato Rey y se graduó del Colegio San Ignacio de Loyola de Río Piedras que era dirigido por los Jesuitas. En este último tuvo de amigo y compañero de clase al futuro independentista puertorriqueño Rubén Berríos. Tras pasar un año en la Universidad de Fordham, y como consecuencia indirecta de la muerte de su hermano, volvió a Puerto Rico y finalizó sus estudios en la Universidad de Puerto Rico licenciándose en Arte. Durante su estancia en la universidad se hizo miembro de la hermandad Fi Sigma Alfa.

### Inicios artísticos
Obtuvo el grado de Bachiller en el Recinto de Río Piedras (UPR) y comenzó a estudiar Derecho. Pero tras abandonar la carrera se trasladó a Nueva York en 1964 con la clara idea de dedicarse al teatro. Estudió arte dramático con Wynn Handman e inició su brillante carrera teatral de la mano de José Papp.
Su primera representación fue La vida es sueño de Calderón de la Barca y a partir de ese momento fue requerido para papeles muy importantes. En diez años logró consolidarse como actor profesional en el ámbito estadounidense; participó en el programa de televisión Sesame Street y en la película The Panic in Needle Park (1971) junto a un joven Al Pacino.

### Éxitos en el cine

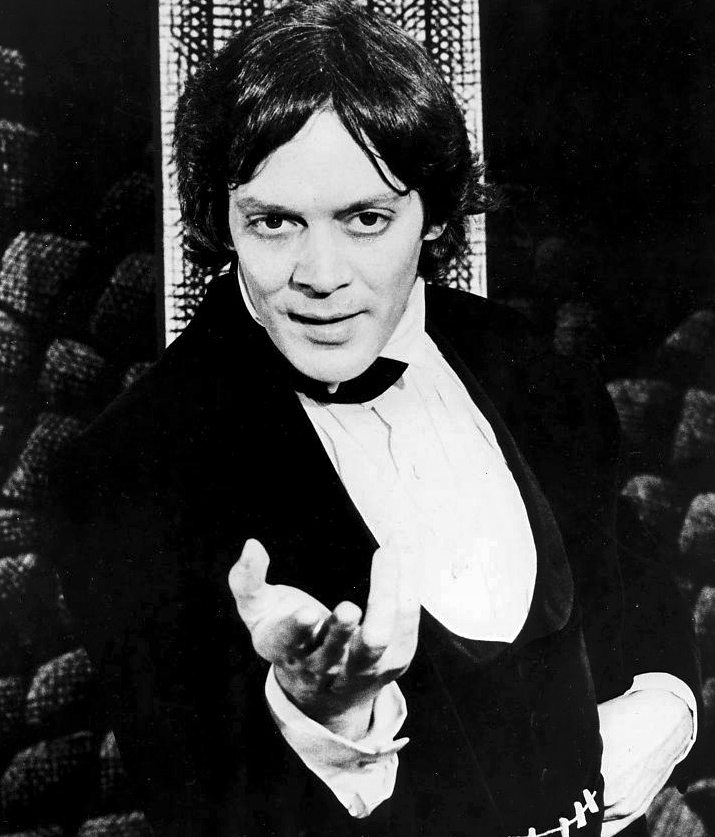
Raúl Juliá como Drácula (1977).

En 1971 rodó su primera película El inspector Tibbs contra la organización, un largometraje que pasó sin pena ni gloria. Luego participó en la ya citada The Panic in Needle Park, pero no se afianzó en el cine hasta diez años después. Su papel en One from the Heart (Corazonada) de Francis Ford Coppola no repercutió mucho, debido al fracaso comercial de la película, pero ya en 1982 estrenó en teatro el musical Nine, con la que alcanzó el éxito, y la obra sería repuesta con Antonio Banderas y luego llevada al cine en 2009 por Rob Marshall.
En 1985 rodó El beso de la mujer araña, donde alcanzó su mayor éxito para los críticos y por la que fue nominado al Globo de Oro como mejor actor, y el coprotagonista William Hurt ganó el Óscar.
En los años siguientes trabajó con varios directores de prestigio, como Sidney Lumet, Paul Mazursky, Sydney Pollack en Habana y Clint Eastwood en El principiante, pero su mayor cota de popularidad le llegó en 1991 con un largometraje mucho más comercial, La familia Addams, de Barry Sonnenfeld, donde tuvo como compañeros de reparto a Anjelica Huston y a una jovencísima Christina Ricci. Posteriormente grabó una secuela, Addams Family Values, dirigida igualmente por Sonnenfeld.
Un papel en el que se le recuerda también de manera especial fue en la película de 1994 Street Fighter: La última batalla, basada en el popular videojuego de lucha de la empresa Capcom. En esta película, interpreta al villano M. Bison. Al final del film, en los títulos de crédito se puede leer: For Raúl: Vaya con Dios, rindiéndole homenaje, ya que durante el rodaje de la película ya se encontraba bastante enfermo (lo cual resultaba bastante evidente durante todo el metraje a tenor de su aspecto físico). No llegó a verse en la película, ya que murió antes del estreno.
Su último trabajo fue una película producida por el canal de cable HBO en la que interpreta al ecologista brasileño Chico Mendes. Precisamente durante el rodaje de la película, en la que tuvo que perder mucho peso por exigencias del personaje y que terminó agotado, sufrió una extraña intoxicación alimentaria.

### Carácter
A Juliá le gustaba estudiar psicológicamente a los personajes que personificaba en cine y/o televisión. Durante su vida, Juliá continuó el trabajo que hicieron sus padres durante su infancia, cooperando con actividades sociales y educativas. Debido a esto, fue nombrado al Consejo de Nueva York para las Humanidades.
Era un hombre comprometido y no sólo en el terreno profesional: su alto sentido de la justicia hacia los pueblos latinoamericanos. El gran amor que profesaba a su tierra quedó demostrado al aceptar formar parte de la campaña de Turismo de Puerto Rico aunque sus asesores se lo desaconsejaran.

### Fallecimiento
Sin que el público lo supiera, Raúl Juliá había sufrido cáncer de estómago durante tres años antes de su muerte y del que llegó a ser operado en 1993. A principios de 1994, durante el rodaje en México de The Burning Season, en el cual Juliá interpretaba al ecologista brasileño Chico Mendes, contrajo una intoxicación alimentaria después de consumir sushi. Juliá fue trasladado en avión a un hospital en Los Ángeles para recibir atención médica. Después de recuperarse, regresó a México para terminar la película, aunque había perdido algo de peso y estaba físicamente debilitado por su condición.
Down Came a Blackbird fue la última aparición cinematográfica de Raúl Juliá, filmada en octubre de 1994. Juliá murió dos semanas después de terminar la producción y un año antes de su estreno. 
El 16 de octubre de 1994, Raúl Juliá y su esposa Merel Poloway asistieron a la Metropolitan Opera House de Nueva York. Después de la ópera, se suponía que debía cumplir una cita con Marcos Zurinaga, un cineasta puertorriqueño que dirigió a Juliá en Argentina en la coproducción puertorriqueña Tango Bar. Juliá comenzó a sentir dolor abdominal intenso y tuvo que ser trasladado en ambulancia al Hospital Universitario North Shore en Manhasset, Long Island. Al principio no estaba preocupado por el tema, y se encontraba revisando el guion de su papel previsto en Desperado desde la cama del hospital, pero su estado empeoró. Más tarde esa noche, Juliá sufrió un inesperado accidente cerebrovascular. Entró en coma el 20 de octubre de 1994 y fue puesto en soporte de vida. Cuatro días más tarde, el 24 de octubre de 1994, Juliá murió.
De acuerdo con las instrucciones de Juliá, su cuerpo fue trasladado a Puerto Rico. Un funeral de Estado se celebró en San Juan el 27 de octubre de 1994, con Juliá siendo escoltado al edificio del Instituto de cultura Puertorriqueña, donde se celebró una ceremonia fúnebre. También se le rindieron homenajes en el Colegio San Ignacio de Loyola, donde estudió.

## Trabajo humanitario

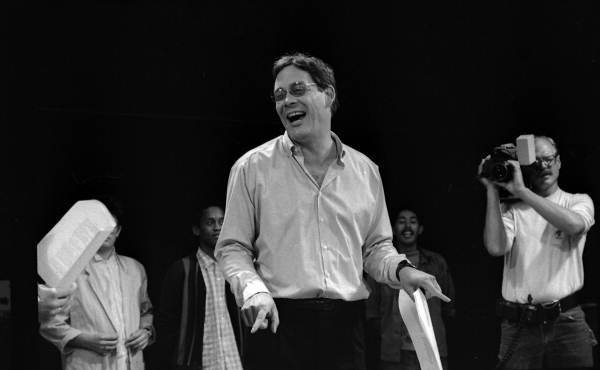
Raúl Juliá en 1985.

Uno de los objetivos de trabajo de la caridad de Juliá fueron iniciativas dirigidas a los jóvenes. Preocupado por el aumento del nivel de violencia entre los adolescentes, patrocinó la escritura en estudiantes de secundaria y apoyó las acciones de corta edad. Con el fin de promover otros artistas latinoamericanos, Juliá prestó activamente su apoyo a la Hispanic Organization of Latin Actors (HOLA) y fundó Visiones luminosas, una iniciativa para promover a los guionistas. Continuó trabajando en el NYSF, sin recibir un sueldo.
De manera similar, Juliá colaboró con cineastas independientes en Puerto Rico, actuando en sus producciones de forma gratuita o recibiendo un salario bajo. Esta participación constante con la comunidad latinoamericana le valió un Premio de la Herencia Hispana, de manera póstuma. Juliá también promovió la integración interracial, pues fue miembro de la Armonía Racial y presidente de la Coalición de la celebridad Joseph Papp para la armonía racial.
Como parte de su trabajo en The Hunger Project, Juliá donó comida a un banco de alimentos una vez al mes. También promovió programas en la televisión y la radio y se desempeñó como narrador en vídeos bilingües. Juliá abrió ranuras en su agenda para participar en varias galas de beneficios en nombre de la organización. Debido a este trabajo, el proyecto recibió el Premio Global Citizen. Su participación también fue reconocida por "poner fin al hambre: una idea cuyo tiempo ha llegado".
El 24 de marzo de 1992, Juliá recibió el Courage Award Conciencia. En 1994, el gobierno de El Salvador reconoció su activismo para los derechos humanos, le conceden el papel de supervisor en sus elecciones generales en representación de Freedom House. Durante su visita al país, que visitaron la tumba de Romero, posteriormente describir su experiencia en un artículo publicado en Libertad de Revisión.
En reconocimiento, el Fondo Nacional de las Artes Hispanos ofrece el Premio Raúl Juliá a la Excelencia del año. En 2002, la actriz Sandra Bullock se presentó con el premio. Ella lo recibió por su trabajo como productor ejecutivo de la serie de televisión George López, que ofrecía trabajo y exposición de talento hispano. En 2003, Daniel Rodríguez es primer que gana el Premio Ciudadano Global Raúl Juliá del Instituto de la Familia Puerto Rico con sede en Nueva York, recibiendo el reconocimiento debido a las obras de caridad.

## Honores
- La Sociedad Micro Raul Julia, una escuela autónoma situada en el interior de la Escuela Pública 3, fue nombrada en honor de Juliá. La escuela está situada en el barrio Tremont, en la zona de Bronx de la ciudad de New York.[8]
- La Unidad de formación del actor del Teatro Rodante Puertorriqueño pasó a denominarse Unidad de Formación Raul Julia.
- La Fundación Nacional Hispana para las Artes (NHFA) rinde homenaje a personalidades del espectáculo en circulación anualmente con su Premio a la Excelencia Raúl Juliá. El premio, que reconoce a personas que han contribuido al crecimiento y la conciencia de los latinos en las artes y los medios de comunicación, se concede anualmente a muchas personalidades hispanos y no hispanos. Los ganadores anteriores incluyen Cristina Saralegui (2010),[9] y Sandra Bullock (2002).[6]
- En 2000, la Organización Hispana de Actores Latinos (HOLA) renombró su Premio Fundadores como Premio Fundadores HOLA Raúl Juliá.

## Filmografía
| Año  | Título                                      | Personaje                           | Director             | Notas                   |
| ---- | ------------------------------------------- | ----------------------------------- | -------------------- | ----------------------- |
| 1969 | Precio del placer                           |                                     | Bernard L. Kowalski  |                         |
| 1969 | Love of Life                                | Miguel García                       |                      | Serie de televisión     |
| 1970 | McCloud, episodio "Who Killed Miss U.S.A.?" | Padre Nieves                        |                      | Serie de televisión     |
| 1971 | The Organization                            | Juan Mendoza                        | Don Medford          |                         |
| 1971 | Been Down So Long It Looks Like Up to Me    | Juan Carlos Rosenbloom              | Jeffrey Young        |                         |
| 1971 | The Panic in Needle Park                    | Marco                               | Jerry Schatzberg     |                         |
| 1971 | Sesame Street                               | Rafael                              | Jon Stone            | Serie de televisión     |
| 1974 | The Bob Newhart Show                        | Gregory Robinson                    |                      | Serie de televisión     |
| 1974 | El rey Lear                                 | Edmund                              | Edwin Sherin         | Telefilm                |
| 1974 | Aces Up                                     |                                     | Sheldon Leonard      | Episodio piloto         |
| 1975 | Death Scream                                | Detective Nick Rodriguez            | Richard T. Heffron   |                         |
| 1976 | Locos al volante                            | Franco Bertollini                   | Charles Bail         |                         |
| 1978 | Los ojos de Laura Mars                      | Michael Reisler                     | Irvin Kershner       |                         |
| 1979 | Isabel, la negra                            | Paulo                               | Efraín López Neris   |                         |
| 1979 | Othello                                     | Othello                             | Joseph Papp          |                         |
| 1981 | Strong Medicine                             |                                     | Richard Foreman      |                         |
| 1982 | Tempest                                     | Kalibanos                           | Paul Mazursky        |                         |
| 1982 | Maestro en fugas                            | Stu Quinones                        | Caleb Deschanel      |                         |
| 1982 | Corazonada                                  | Ray                                 | Francis Ford Coppola |                         |
| 1984 | The New Show                                |                                     |                      | Serie de televisión     |
| 1985 | Overdrawn At The Memory Bank                | Aram Fingal/Rick Blaine             | Douglas Williams     | Telefilm                |
| 1985 | Compromising Positions                      | David Suárez                        | Frank Perry          |                         |
| 1985 | El beso de la mujer araña                   | Valentín Arregui                    | Héctor Babenco       |                         |
| 1985 | Mussolini: the untold story                 | Conde Galeazzo Ciano                | William A. Graham    | Miniserie de televisión |
| 1985 | La gran fiesta                              |                                     | Marcos Zurinaga      |                         |
| 1986 | A la mañana siguiente                       | Joaquín Manero                      | Sidney Lumet         |                         |
| 1986 | Conexión en Florida                         | Carlos Jayne                        | Mike Hodges          |                         |
| 1987 | Trading Hearts                              | Vinnie Iacona                       | Neil Leifer          |                         |
| 1987 | The Alamo: Thirteen Days to Glory           | General Antonio López de Santa Anna | Burt Kennedy         |                         |
| 1988 | Conexión tequila                            | Carlos/Comandante Xavier Escalante  | Robert Towne         |                         |
| 1988 | Onassis: el hombre más rico del mundo       | Aristóteles Onassis                 | Waris Hussein        | Telefilm                |
| 1988 | Tango Bar                                   | Ricardo                             | Marcos Zurinaga      |                         |
| 1988 | Moon Over Parador                           | Roberto Strausmann                  | Paul Mazursky        |                         |
| 1988 | Los penitentes                              | Ramon Guerola                       | Cliff Osmond         |                         |
| 1989 | Romero                                      | Arzobispo Óscar Romero              | John Duigan          |                         |
| 1990 | Habana                                      | Arturo Durán                        | Sydney Pollack       |                         |
| 1990 | El principiante                             | Strom                               | Clint Eastwood       |                         |
| 1990 | Frankenstein Unbound                        | Dr. Victor Frankenstein             | Roger Corman         |                         |
| 1990 | Presunto inocente                           | Sandy Stern                         | Alan J. Pakula       |                         |
| 1990 | Mack, el cuchillo                           | MacHeath                            | Menahem Golan        |                         |
| 1991 | The Addams Family                           | Gomez Addams                        | Barry Sonnenfeld     |                         |
| 1992 | La peste                                    | Cottard                             | Luis Puenzo          |                         |
| 1993 | Addams Family Values                        | Gomez Addams                        | Barry Sonnenfeld     |                         |
| 1994 | The Burning Season                          | Chico Mendes                        | John Frankenheimer   | Telefilm                |
| 1994 | Street Fighter: La Última Batalla           | General M. Bison                    | Steven E. de Souza   |                         |
| 1995 | Down Came a Blackbird                       | Tomás Ramirez                       | Jonathan Sanger      | Telefilm                |

## Premios y nominaciones
| Año  | Asociación                 | Categoría                                                                                        | Trabajo Nominado                  | Resultado |
| ---- | -------------------------- | ------------------------------------------------------------------------------------------------ | --------------------------------- | --------- |
| 1983 | Globo de Oro               | Mejor actor de reparto - Película                                                                | Tempest                           | Nominado  |
| 1985 | National Board of Review   | Mejor actor (compartido con William Hurt)                                                        | El beso de la mujer araña         | Ganador   |
| 1986 | Globo de Oro               | Mejor Actor - Película Dramática                                                                 | El beso de la mujer araña         | Nominado  |
| 1989 | Globo de Oro               | Mejor actor de reparto - Película                                                                | Moon Over Parador                 | Nominado  |
| 1992 | MTV Movie Awards           | Mejor Beso (compartido con Anjelica Huston)                                                      | The Addams Family                 | Nominado  |
| 1993 | Saturn Awards              | Mejor Actor                                                                                      | The Addams Family                 | Nominado  |
| 1995 | Premios CableACE           | Mejor Actor en una Miniserie o Película (póstumo)                                                | Estación ardiente                 | Ganador   |
| 1995 | Premios CableACE           | Mejor Actor en una Miniserie o Película (póstumo)                                                | Down came a blackbird             | Nominado  |
| 1995 | Globo de Oro               | Mejor actor - Miniserie o Película de Televisión (póstumo)                                       | Estación ardiente                 | Ganador   |
| 1995 | Primetime Emmy Awards      | Mejor Actor en una Miniserie o Película (póstumo)                                                | Estación ardiente                 | Ganador   |
| 1995 | Saturn Awards              | Mejor actor de reparto (póstumo)                                                                 | Street Fighter: La Última Batalla | Nominado  |
| 1995 | Screen Actors Guild Awards | Mejor Interpretación de un Actor Masculino en una Miniserie o Película para Televisión (póstumo) | Estación ardiente                 | Ganador   |